# 95. посебна десантна бригада (Украјина)
95. посебна десантна бригада је војна јединица у саставу Десантних оружаних снага Украјине. Седиште бригаде је у граду Житомир.
Бригада је била формирана као 95. образовни центар, а после се реформисала у посебну бригаду. 1990-тих и 2000-тих учествовала је у међународним вежбама, мировним мисијама под покровитељством УН.
Током пролећа 2014. године била је једна од првих бригада које су браниле Украјину од руске агресије. Јединице бригаде су учествовале у борбама за Словјанск, а после - на истоку Украјине. У јулу-августу 2014. године јединице бригаде су направиле рацију унутар снага непријатеља. Од 2016. године бригада функционише као десантна и добила је тенковско одељење.

## Историја
На основу Директиве Генералштаба Оружаних снага Украјине број 155/1/0605 од 12.12.1992. формиран је 95. образовни центар за припрему младих специјалиста аеромобилних снага. Формирање је почело у граду Суми на основи Сумске више артилеријске школе.
Према наредби министра одбране Украјине број 010 од 1.2.1993. центар је премештен у Житомир. Образовни центар се састајао од официра десанта који су се вратили у Украјину након проглашења независности, као и од најбољих војника из других врста оружаних снага. Најискуснији војници центра су били Котлјар Сергиј, Чемаченко Јевген, Кубрак Олег, Грохолјскиј Сергиј, Зинчук Володимир и други.
Први руководилац 95. образовног центра био је генерал-мајор Рајевски Виталиј.
Формирање првих јединица бригаде завршило се у јулу 1993. године. Од тог тренутка почела је војна припрема војника. Тако је 2. јула 1993. године пуковник Бунчик направио је први скок са падобраном на Житомирском полигону. Од тада је направљено више од 90 хиљада скокова са падобраном у том одељењу.
5. октобра 1994. године 95. образовни центар је међу првима добио ратну заставу која сведочи о високом поверењу од стране Оружаних снага Украјине.
У то време образовни центар је већ набрајао 4 посебна батаљона и неколико одељења.
Најбоље јединице су у име аеромобилних оружаних снага прошли Хрешчатиком поводом 50. годишњице ослобођења Украјине од фашиста, као и поводом 5, 6, 7, 8, 9, 10, 11 и 17. годишњице независности Украјине у Кијеву, 50., 51. и 65. годишњице победе у Другом светском рату у Кијеву.
Бригада је у саставу пешадијских оружаних снага учествовала у НАТО програму "Партнерство ради мира".
У октобру 1994. године током међународних мировних вежби "Дух сарадње 1994" у Холандији, учествовала је јединица 95. бригаде под руководством Косинског и тиме је започела мирну сарадњу у име мира.
1994. године започет је "Процес планирања и процене снага". Украјина је на таквом процесу била представљена јединицама 13. бригаде - 13. десантним батаљоном. Приоритети Украјине у процесу су: језичка припрема, припрема учешћа у операцијама подршке мира, проучавање штапских процедура НАТО-а, достизање нивоа партнерства у планирању, организацији.
У мају 1995. године официри бригаде су учествовали у заједничким украјинско-америчким вежбама "Штит мира 1995", а у Пољској официри су у јуну 2002. године учествовали у заједничким украјинско-пољско-британским вежбама "Козачка степа 2002".
1995-1996. година 95. образовни центар се реформисао у 95. посебну аеромобилну бригаду.
2000. године је 95. бригада ушла у састав 8. армијског корпуса.
Војници посебне аеромобилне десантне роте учествовали су у задацима на територији Босне и Херцеговине у саставу 240. специјалног батаљона, а 37. посебна рота је функционисала на Косову. Представник те роте, млади подофицир Љубомит Товкан, трагично је погинуо на Косову 2000. године.
2002. године млади подофицир Васиљ Мељников је жртвовао свој живот да би спасио падобранца-почетника. 2003. године он је добио звање Хероја Украјине посмртно.
Од августа 2003. године официри бригаде учествују у саставу стабилизационих снага мировне мисије ради подршке миру у Ираку.

### Руска агресија против Украјине и окупирање Крима
Деталније: Руска агресија против Украјине (од 2014. године)
У марту 2014. године 95. посебна аеромобилна бригада је била позвана због руске агресије против Украјине. Она је тада имала 2 припремљена батаљона, који су били усмерени у Херсонску регију.

### Рат у Донбасу
Од самог почетка руске агресије на Донбасу 1. и 13. батаљон бригаде су се преместили у Краматорск. Почетком маја 2014. њима се придружио и други батаљон.
Први губитак за бригаду је био Дмитро Куриленко који је погинуо од мине 28. априла близу села Кутузовка.
2. маја војници бригаде су учествовали у наступу на Словјанск. После победе на планини Карачун, војници су наставили покрет ка Словјанску али су били блокирани од стране локалног становништва иза којег су се крили непријатељски војници. Као последица сукоба погинула су два војника. Још 7 војника су били рањени.
Први велики губици бригаде су се задесиле под Октјабрском, где је погинуло 7 десантних војника.
26. маја војници бригаде су учествовали у првој бици за Доњецки аеродром.
19. јуна војници бригаде су учествовали у борбама за Јампиљ и успели су да ослободе Јампиљ и Закитне. Погинули су 2 десантних војника бригаде: Олексиј Крементар и Олексиј Шевченко.

### Напади 95. бригаде
19. јула бригада је учествовала у борбама за Лисичанск. Тог дана погинуло је 6 војника.
28. јула заузета је Савур-Могила коју су десантници држали све до јутра 29. јула.
1-5. августа јединице бригаде заједно са јединицама 30 ОМБр, 25 ОПДБр и 3. специјаног пука ослободиле су насеља Степанивка и Маринивка, захваљујући чему 24 ОМБр, 72 ОМБр и 79 ОАеМБр су успели да изађу из окружења. Батаљон 95. бригаде је штитио јединице које су излазиле одатле.
8-11. августа јединице бригаде су заједно са 30 ОМБр спроводиле операцију "пробијања" коридора на релацији Степанивка - Красниј Луч - Червона Пољана - Лутугине. Јединице су успеле да пресеку пут између градова Красниј Луч и Антрацит, којим се вршило снабдевање јединица непријатеља, као и да поставе блокпостове на опасним деловима пута, али на жалост због недостатка људи руководство је одлучило да повуче јединице у другу регију - рејон Дебаљцево. Јединице су са борбама доспеле до Дебаљцева а после су се вратиле у штаб у Словјанску.
Укупно током ових рација јединице су прошле 400 км, од њих 170 км - у сталним борбама.
19-20. августа војници бригаде су учествовали у ослобођењу Јасинувате. Град је прешао под контролу јединица Националне гарде Украјине, али су се оне брзо повукле због јачих снага непријатеља.
Током последње етапе борбе за Иловајск, када су украјинске снаге већ биле опкољене, планирало се да ће њихову деблокаду вршити јединице 95 ОМБр и 79 ОАЕМБр. Али кад су јединице биле спремне тај задатак више није био актуелан. Јединице су биле премештене у рејон села Березове. Током 3. септембра јединице бригаде су ослободиле Вугледар, Володимиривку, Благодатне, Оленивку, Миколајивку, Докучајевск и Новотројицке. После снаге су се груписале близу села Гранитне. 5. септембра групе напада су прешли реку Калмијус и почели рацију. Тог истог дана потписан је први Мински уговор, према којима је од 18.00 часова 5. септембра 2014. године почињао режим прекида ватре, тако да јединице бригаде више нису могли да врше рације.
15. септембра издата је Наредба Министарства одбране Украјине о оснивању 90. посебног аеромобилног батаљона који би се формирао на бази 95. бригаде и требао је да уђе у састав 81. посебне аеромобилне бригаде.

### Одбрана Доњецког аеродрома
3. октобра 2014. године "Медвеђа рота" бригаде је учествовала у одбрани Доњецког аеродрома. 5. октобра током покушаја заузимања позиција у рејону села Спартак погинуо је млађи подофицир Сидлецкиј Сергиј, а 6. октобра - услед бомбардовања "градовима" - подофицир Силко Артур. 25. новембра 51 војник "Медвеђе роте" вратио се у Житомир.
1 и 13. аеромобилни батаљони су учествовали у борбама у рејону аеродрома од 18. јануара до 20. фебруара 2015. године.
Војници 1. батаљона су стигли на позицију "Зенит" у ноћ са 17. на 18. јануар. Ујутру око 90 војника и 9 оклопних транспортера су учествовали у борбама у селу Спартак. Тенкисти су успели да униште мост, 3 војника бригаде су погинули, 14 су били рањени.
20. јануара 3 војника 13. посебног батаљона бригаде су погинули у рејону аеродрома током напада, у исто време њихови пријатељи из бригаде су учествовали у нападу око рудника Путиливска.
22. јануара десант 95. бригаде је бранио војну базу "Катер" и уништио је током акције одбране 3 оклопна транспортера-80, 2 БМП-2, 3 МТ-ЛБ, 3 МТ-12 "Рапира", 3 митраљеза, 6 "Урала" побуњеничких формација. Такође 10 војника непријатеља је заробљено. У биткама је погинуло, према постојећим подацима, 27 војника 1 ОМЦБр.
Током офанзиве 26. јануара јединице 1. аеромобилног батаљона и 13. посебног аеромобилног батељона 95. бригаде добили су појачање са 3. посебним тенковским одељењем 3. посебног тенковског батаљона 169. Образовног центра пешадије Оружаних снага Украјине, као и 3. падобранског батаљона 25. посебне десантне бригаде. Заједничке снаге су учествовале у борбама на релацији Авдијивка - Доњецк и узеле су под контролу Авдијивку и рудник "Путиливска", 9 војника непријатеља су заробљена. У борбама су погинули 5 војника бригаде.
10. фебруара 13. ОАЕМБ су учествовали у борбама око цементне фабрике. У борби је погинуло 4 војника 13. батаљона, али заузете позиције нису биле предате непријатељу.

### Борбе за Дебаљцево
Током борбе за Дебаљцево 2 групе 95. бригаде, то јест око 70 особа свака од њих, вршиле су функцију оперативне резерве.
10. фебруара заједничко одељење бригаде је покушало да ослободи Логвиново.
14. фебруара током напада од стране проруских снага погинуо је млађи подофицир Олександар Јерошченко.
У ноћ са 17. на 18. фебруар заједничко одељење бригаде је заузело висине 231.6 и 276, самим тим преузевши контролу на путањом изласка војника из сектора С рејона Дебаљцево.
2016. године бригада је добила специјалност десанта и почела да се зове 95. посебна десантна бригада.
25. маја 2018. године око 1000 војника током 6 месеци службе у зони антитерористичке операције на Донбасу, наиме у зони Авдијивске индустријске зоне, вратили су се на ротацију у Житомир. Током једне ротације у зони рата погинуло је 9 војника бригаде.

## Структура
- 1. десантни батаљон (БТР);
- 2. десантни батаљон (БТР);
- 13. посебни десантни батаљон;
- Тенковска рота (Т-80БВ);
- Артилеријска дивизија (Д-30);
- артилеријска дивизија (2С1 «Гвоздика»);
- Зенитно-ракетна артилеријска дивизија;
- Обавештајна рота;
- Рота снајпера;
- Инжењерска и саперна рота;
- Рота радијацијске, хемијске, бактеоролошке обавештајне службе;
- Батаљон штаба;
- Рота обезбеђења десанта;
- Медицинска рота;
- Војни оркестар.

## Обезбеђење
Стрељачко оружје:
- пушка ПМ, АКС-74, АКМС, снајперијска пушка СВД;
- митраљези РПКС-74, ПКМ;
- бацач граната ГП-25, РПГ-7Д, РПГ-18, АГС-17.

Ракетно и артилеријско оружје:
- противтенковски ракетни комплекси "Фагот", "Метис"
- 82 мм бацачи мина БМ-37, 2Б9;
- зенитни комплекси ПЗРК "Игла"

Оклопни транспортери и транспорт.

## Међународне вежбе
Војници бригаде су учествовали у мировним мисијама у различитим деловима света: 1996. године у Чешкој, 1997. године - Летонија, 1998. године - Република Македонија, 1999. године - Канада, 2000. године - Румунија, 2001. године - Аустрија.

## Међународна сарадња
У циљу побољшања билатералне сарадње Украјине са државама-чланицама НАТО-а бројне стране делегације су посећивале бригаду.
Ту су биле : делегација више школе за одбрану Холандије у мају 1995. године, делегација Европског центра за безбедност у фебруару 1996. године, делегација 101. ваздушне дивизије оружаних снага САД у октобру 1996. године, делегација медицинских радника 10. групе специјалних снага оружаних снага САД у октобру 1997. године, 17 војних изасланика акредитованих у Украјини у децембру 1997. године, делегација војника 40. аеромобилне дивизије Министарства одбране Француске у априлу 1998. године, делегација генералне инспекције при Министарству одбране Пољске у септембру 2000. године, заједничка украјинско-америчка група према плану спровођења анализе заједничких снага брзог реаговања у априлу 2002. године, делегациај представника Оружаних снага Чешке у априлу 2002. године, амбасадор САД у Украјини Карлос Паскуал у јулу 2002. године, делегација представника Оружаних снага Белгије и војни изасланик Амбасаде Финске у Украјини у новембру 2002. године.

## Студирање
Према програму војне сарадње "Сарадња по питањима мировних операција" на бази посебног аеромобилног батаљона одржани су први у Украјини курсеви за официре нивоа роте и одељења о учешћу у мировним операцијама. Професори курсева су били официри и млађи пдофицири Британске групе војних саветника и инструктора у Централној и Источној Европи.

## Традиције
29. новембра 2021. године посланици Житомирске градске управе су гласали за обраћање Министру одбране и Председнику Украјине са молбом да се 95. посебној десантној бригади присвоји почасно звање "Полиска". Градоначелник града Сергиј Сухомлин је изјавио да је циљ преименовања бригаде - да се покажу њена достигнућа и високи показатељи војне припреме, као и достигнућа у оквиру обрби у зони АТО, као и у мировним операцијама УН.

## Команда
- генерал-мајор Рајевски Виталиј
- пуковник Кинзерскиј Олексиј
- пуковник Чабаненко Виктор
- пуковник Хортјук Анатолиј
- потпуковник Борчук Володимир
- потпуковник Швец Олександр
- (2007—2010) пуковник Гуљак Олег
- пуковник Чумак Станислав
- (2013—2015) пуковник Забродскиј Михајло
- (2015—2018) пуковник Гутј Олег
- (2018—2021) пуковник Миргородскиј Максим
- (2021—) пуковник Братишко Дмитро

## Губици
До фебруара 2018. године, према Спомен-књизи, бригада је изгубила у борбама 83 војника.

## Одавање части
У част бригаде именована је улица Хероја десанта у Житомиру.
Руски песник Андриј Орлов, познати као "Орлуша", посветио је војницима бригаде који су бранили Доњецки аеродром, песму "Ако не ви, ко онда?".

### Одликовања
Највиша државна одликовања су добили:
- Мељников Васиљ - погинуо је 19. новембра 2002. године спашавајући живот студента-падобранца. Херој Украјине (2002, посмртно)
- Сењук Тарас - 3.јуна 2014. године је погинуо током напада непријатеља на колону украјинских снага које су ишле од Изјума до Словјанска. Напад је заустављен, али уз губитке у украјинским снагама. Херој Украјине (2014, посмртно)
- Забродскиј Михајло - Херој Украјине (2014).
- Герасименко Игор - Учествовао је у ослобођењу Словјанска. Херој Украјине (2015).[18]
- Порхун Олександр - 29. јула 2014. године група под руководством Порхуна Олександра је заузела Савур-Могилу. Херој Украјине (2015).